# Zuniga (famiglia)
I Zunica o Zúñiga sono una famiglia spagnola di origine reale, con diramazioni a Napoli.
Hanno come capostipite Alfonso Ramirez, figlio di Ramiro Sánchez di Monzón, il cui bisnonno fu García III Sánchez di Navarra del casato reale degli Jiménez. Alfonso Ramirez inoltre discendeva attraverso una linea materna (un suo avo García I Sánchez di Navarra sposò Onneca Fortúnez figlia di Fortunato Garcés) da Íñigo I Íñiguez Arista, primo re di Navarra e fondatore del casato reale degli Íñiguez. Sposò Sancia nel 1120, figlia di un Innico o Inigo barone del feudo di Estuniga (moderna Zúñiga) dando origine al cognome, tratto dal feudo: alcune varianti sono Stuniga, Cuniga, Sunica e Zugniga.
La famiglia fu trapiantata in Castiglia da un Innico Ortiz de Zunica nel 1274; un Lupo de Zuniga la trapiantò in Andalusia  nel 1400; un Fernando de Zunica la trapiantò nella città spagnola di Guadalajara; un Cristofaro Zunica la trapiantò in Napoli nel 1514.
Complessivamente la famiglia possedette un principato, diciotto marchesati, otto ducati, una viscontea, quattordici contee e trentanove feudi; contrasse parentele tra le altre con gli Acugna, gli Aragona, i D'Avalos, i Capece, i Caracciolo, i Carafa, gli Enríquez, i De Luna d'Aragona, gli Emanuele, gli Osorio, i Pignatelli, i Requesens, i Rivera, i Sandoval; diede tre viceré di Navarra e cinque viceré di Napoli.
Arma: D'argento alla banda di nero, ed una catena d'oro composta di otto anelli messa in bordura sul tutto.

## Albero genealogico
```
Ramiro Sánchez di Monzón
[
1
]
[
10
]

= Cristina Rodríguez, figlia di 
El Cid
[
9
]

│
└── Alfonso Ramirez, signore di Castrovejo
    = Sancia, figlia di Innico di Estuniga, i cui discendenti adottarono dal feudo il cognome, incluse altre varianti come 
Stuniga
, 
Cuniga
, 
Sunica
 e 
Zugniga

    │
    ├── Giovanni Alfonso (...-1186), secondo 
barone
 di Estuniga
    │
    └── Innico Ortiz I (...-1215), terzo barone di Estuniga e 
gonfaloniere
 di 
Navarra

        = Toda Perez de Haro, figlia di Diego signore di Biscaja
        │
        └── Diego Loperz de Estuniga I (...-1239), quarto barone di Estuniga e gonfaloniere di Navarra
            = Urraca Perez, figlia di Pietro Ruiz de la Bureva
            │
            └── Lupo Ortiz (...-1239), quinto barone di Estuniga e gonfaloniere di Navarra
                = Teresa de Azagra, figlia di Ferdinando Ruiz de Azagra
                 │
                 └── Ortone Ortiz (...-1274), sesto barone di Estuniga
                     = Teresa de Rada, figlia di Egidio
                     │
                     └── Innico Ortiz II, settimo barone di Estuniga
                         = Agnese de Haro, figlia di Giovanni Alfonso
                         │
                         ├── Alfonso Fernandez (...-1350), ottavo barone di Estuniga
                         │    = Teresa Diez de Haro, figlia di Alvaro
                         │    │
                         │    ├── Diego Iniquez (...-1350)
                         │    │
                         │    └── Alvaro Iniquez (...-1359), nono barone di Estuniga
                         │
                         └── Innico Ortiz de Estuniga III
                             = Si sposò con N. Lopez de Haro e Mencia de Haro, non si sa con chi procreò 
                             │
                             └── Diego Lopez de Estuniga II (...-1343)
                                 = Elvira de Guzman
                                 │
                                 └── Innico Ortiz IV, decimo barone di Estuniga
                                     = Giovanna de Orozco, figlia di Innico Lopez ultimo barone di Orozco secondo alcune fonti
                                     o Giovanna, figlia naturale di 
Carlo III di Navarra
 secondo altre
[
4
]

                                     │
                                     └── Diego Lopez Zuniga III (...-1417), undicesimo barone di Estuniga
                                         = Giovanna Garcia de Leyba, figlia di Sancio Martinez
```

## Esponenti
- Gaspar de Zúñiga
- Baltasar de Zúñiga y Guzmán
- Juan de Zúñiga y Avellaneda
- Manuel de Acevedo y Zúñiga
- Pedro Álvarez de Toledo y Zúñiga
- Lope de Stúñiga

## Genealogia parziale

### de Stuniga
Sancho Iñiguez de Stuñiga:
1. Inigo - sposò Teresa:
  1. Sancha Iniguez de Zuniga - sposò Alfonso Ramirez, signore di Castroviejo (? - 1164):
    1. Inigo Ortiz de Zuniga - discendenti vedi sotto

### de Zuniga
Inigo Ortiz de Zuniga (? - 1215) - sposò Toda Diaz de Haro:
1. Teresa (? - 1180) - Martín I Martínez de Leyva, signore de Leyva: con discendenza;
2. Diego Iniguez, IV signore (1168 - 1230) - sposò Urraca Perez Sarmiento:
  1. Lope, signore di Mendavia (? - 1239) - sposò Teresa Fernandéz de Azagra:
    1. Gil - sposò Teresa de Beaumont:
      1. Teresa (1203 - ?) - sposò suo zio Ortun

    2. Ortun Ortiz, signore (1199 - 1270) - sposò sua nipote Teresa (1203 - ?):
      1. Maria (1225 - ?) - sposò Pedro Ruiz de Henestrosa (1220 - 1252): con discendenza;
      2. Teresa - sposò Garci Fernández Manrique de Lara, III signore de Amusco: con discendenza;
      3. Inigo, VIII signore - sposò Ines Alfonso de Haro:
        1. Inigo, signore de Las Cuevas - sposò Mencia Alvarez de Haro:
          1. Diego Lopez (1280 - 1362) - sposò Toda Hurtado de Mendoza:
            1. Teresa
            2. Inigo Ortiz, X signore, I de Escamilla y Cogolludo - sposò Juana de Orosco y Mendoza:
              1. Diego Lopez, maresciallo di Castiglia (1358 - 1417) - sposò Juana García de Leyva, signora de Hacinas, Quintanilla y Villavaquerín (1349 - 1419): -discendenti vedi sotto
              2. Inigo (? - 1385) - sposò Sancha Nunez de Paiva:
                1. Leonor - sposò Pedro Carrillo de Albornoz, IV signore de Santofimia (1390 - 1422): con discendenza;
                2. Lope Iniguez - sposò Juana Cabeza de Vaca:
                  1. Inigo Lopez
                  2. Inigo Ortiz, signore de Las Cuevas y Montalvo (? - 1480) - sposò Sancha de Roxas y Gaona (1428 - ?):
                    1. Diego, signore (1445 - ?) - sposò Leonor de Mendoza y Londono:
                      1. Beatriz, signora di Neguerela (1463 - ?) - sposò Martín Manso de Butrón, signore de Cañas y Canillas: con discendenza;
                      2. Juan Arista - sposò Aldonza de Porres:
                        1. Juan Arista - sposò Catalina de la Pena:
                          1. Diego, signore de Montalvo, Las Cuevas y Castroviejo - sposò Iseo de Gante y Malo:
                            1. Francisco - sposò Maria de Ercilla:
                              1. Iseo Arista - sposò Pedro de la Puente Hurtado de Mendoza: con discendenza;

                            2. Martin Arista, signore di Montalvo y Las Cuevas

                  3. Lope - sposò Maria de Castilla:
                    1. Alonso - sposò Catalina de Zamudio:
                      1. Leonor - sposò Fortun Garcia de Ercilla: con discendenza;

              3. Fernan Lopez - sposò Isabel de Vera y Carrillo:
                1. Juan, signore del Soltillo - sposò Isabel Valdés y Pecha:
                  1. Violante - sposò Juan de la Cerda y Leiva, signore di Torrecuadrada (? - 1502): con discendenza;
                  2. Pedro Meléndez - sposò Juana de Barbaza:
                    1. Pedro Meléndez - sposò Mayor de Valdés:
                      1. Alonso Meléndez (1500 - ?) - sposò Maria de Guevara (1506 - ?):
                        1. Leonor (1528 - ?) - sposò Juan Ramírez de Arellano y González de la Plazuela (1515 - 1552): con discendenza;
                        2. Francisca - sposò Apóstol de Castilla Portugal y Mendoza: con discendenza;
                        3. Francisco - sposò Maria Manrique de Mendoza:
                          1. Bernarda (? - 1634) - sposò Pedro de Contreras y Ulloa (? - 1626): con discendenza;

                        4. Mencia - sposò Pedro de Ribera, governatore di Ocaña: con discendenza;

              4. Lope Ortiz, sindaco di Siviglia - sposò Beatriz Ponce de Léon:
                1. Pedro Ortiz, sindaco - sposò Francisca de Mendoza:
                  1. Leonor - sposò Pedro Ortiz, I signore di Alquería: con discendenza;

### Disc. di Diego Lopez
Diego Lopez de Zuniga, maresciallo di Castiglia (1358 - 1417) - sposò Juana García de Leyva, signora de Hacinas, Quintanilla y Villavaquerín (1349 - 1419):
1. Juan
2. Inigo Ortiz, I signore di Lacarra (1380 - 1420) - sposò Juana di Navarra, signora di Eslava y Sada (1405 - 1 settembre 1456), figlia di Carlo III di Navarra:
  1. Diego, I conte di Nieva (c.1400 - ?) - sposò Leonor Niño de Portugal, VIII signora de Valverde; sposò poi Juana de Avellaneda:
    1. (I) Pedro, II conte (1480 - ?) - sposò Blanca de Monrey y Herrera (1488 - ?):
      1. Catalina (1500 - ?) - sposò Alonso Ramírez de Arellano y Zúñiga, III conte de Aguilar de Inestrillas (1500 - 1522): con discendenza;
      2. Francisca - sposò Antonio "el Viejo" de Velasco y Enriquez de Lacarra, VII signore de Arnedo (1475 - ?):: con discendenza;

    2. Juana, signora di Villavaquerin - sposò Diego de Almanza, signore de Alcañices: con discendenza;
    3. Maria - sposò Alfonso de Castilla y Drochelin (c.1440 - 1486): con discendenza;
    4. (II) Inigo - sposò Ana de Salazar:
      1. Elena, dama di compagnia di Eleonora d'Asburgo (? - 1563) - sposò Garci Lasso de la Vega, poeta (? - 14 ottobre 1536): con discendenza;

    5. Leonor - sposò Juan de Reinoso y Herrera, V signore de Autillo: con discendenza;

  2. Leonor (c.1420 - 1489) - sposò Juan III López de Lazcano y Gauna, VII signore de Lazcano, Contrasta, Valle de Arana (c.1430 - 21 ottobre 1479): con discendenza;
  3. Isabel - sposò Pedro Núñez de Toledo, signore de Villafranca, Cubas y Griñón (c.1440 - 1503): con discendenza;
3. Pedro Lopez, I conte di Ledesma e Plasencia (1380 - 1430) - sposò Isabel Elvira de Guzmán y Ayala, III signora de Gibraleón (1375 - ?) e Ines de Pimentel:
  1. (I) Diego, I conte di Miranda del Castañar (1405 - 1479) - sposò Aldonza Ochoa de Avellaneda, X signora de Avellaneda (1427 - 1470):
    1. Ines (1470 - ?) - sposò Juan de Gotor y Luna
    2. Constanza - sposò Fernão Anes Sotomaior, signore de Sottomaior e Francisco Sarmiento y Sarmiento: con discendenza;
    3. Pedro, II conte (1440 - 5 ottobre 1492) - sposò Catalina de Velasco y Mendoza (? - 1496):
      1. Francisco, III conte e viceré di Navarra (c.1475 - 5 ottobre 1536) - sposò Maria Enriquez de Cardenas (c.1480 - ?):
        1. Catalina (1500 - ?) - sposò Luis de Sandoval y Roxas, III marchese de Denia: con discendenza;
        2. Francisco, IV conte (c.1510 - ?) - sposò María de Bazán y Ulloa, IV viscontessa de Palacios de Valduerna:
          1. Pedro, V conte (c.1540 - 5 ottobre 1574) - sposò Juana Pacheco y Cabrera:
            1. Maria, VI contessa, II marchesa (1570 - 1630) - sposò Juan de Zúñiga y Avellaneda: con discendenza;
            2. Juana (? - 10 marzo 1603) - sposò Matteo I di Capua, II principe di Conca (? - 11 maggio 1607): con discendenza;
            3. Antonia, badessa

          2. Juan, I duca di Penaranda, viceré di Napoli e Catalogna (1551 - 4 aprile 1608) - sposò María de Zúñiga Avellaneda y Pacheco, VI contessa de Miranda del Castañar, II marchesa de la Bañeza (1570 - 1630):
            1. Diego, VII conte, II duca di Penaranda (1590 - 19 ottobre 1626) - sposò Francisca de Sandoval:
              1. Catalina
              2. Francisco, III duca, V marchese (1611 - 13 gennaio 1662) - sposò Ana Enríquez de Azevedo y Valdés Osorio, III marchesa de Valdunquillo (1630 - 13 agosto 1683): discendenti vedi sotto: Linea di Francisco de Zúñiga Avellaneda y Sandoval
              3. Juan, signore di Cárdenas (2 luglio 1615 - 24 aprile 1650) - sposò Bernarda Diana de Quintana Dueñas, II marchesa de Floresta, contessa de Quintana: sposò poi Maria van Horne
              4. Ana, religiosa
              5. Maria, religiosa
              6. Isabel, religiosa

            2. Pedro, III marchese de la Baneza - sposò Maria de la Cueva
            3. Aldonza, religiosa
            4. Tecla

          3. Ana Maria - sposò Gerónimo de Benavides y Bazán, I marchese de Frómista (1545 - ?): con discendenza;
          4. Juana, contessa de Miranda - sposò Álvaro de Bazán y Guzmán, I marchese de Santa Cruz de Mudela (12 dicembre 1526 - 9 febbraio 1598): con discendenza;

        3. Ana - sposò Luis de Sandoval y Roxas, III marchese de Denia (1500 - 1576): con discendenza;
        4. Teresa
        5. Gaspar, arcivescovo di Santiago de Compostela
        6. Gutierre, I signore di Maqueda - sposò Teresa de Cárdenas e Gerónima Téllez Girón:
          1. (II) Maria - sposò Pedro López de Ayala, V conte de Fuensalida: con discendenza;

      2. Juan (1488 - 27 giugno 1546), maggiordomo maggiore di Filippo II di Spagna - sposò Estefania de Requesens, III contessa de Palamós (? - 25 aprile 1549):
        1. Luis, viceré d'Olanda (25 agosto 1528 - 5 marzo 1576) - sposò Geronima Esterlich y Gralla:
          1. Mencia (27 settembre 1557 - ?) - sposò Pedro Faxardo Chacón, III marchese de los Vélez e Juan Alonso Pimentel de Herrera y Quiñones, V duca de Benavente: con discendenza;
          2. Isabel - sposò Diego de las LLamosas Jara: con discendenza;
          3. Juan (1559 - ?)

        2. Juan, viceré di Napoli (1539 - 17 novembre 1586) - sposò Dorotea Barresi e Santapau
        3. Hipolita

      3. Inigo, vescovo di Burgos e cardinale (1489 - 1535)
      4. Pedro
      5. Aldonza, contessa di Paredes
      6. Catalina

    4. Maria
    5. Aldonza
    6. Isabel - sposò Pedro González de Mendoza y Luna, I conte de Monteagudo: con discendenza;

  2. Alvaro, I duca di Béjar e Arévalo (1410 - 10 giugno 1488) - sposò Leonor Manrique de Lara y Castilla; sposò poi Leonor Pimentel y Zuniga (1440 - 31 marzo 1486):
    1. (I) Francisco, signore di Mirabel (c.1430 - ?) - sposò María Manuel de Sotomayor, signora de Alconchel:
      1. Fradique, signore (c.1475 - c.1537) - sposò Ana Martín de Castilleja:
        1. Brites (c.1540 - ?) - sposò Pedro de Menezes, VI signore de Cantanhede: con discendenza;
        2. Maria, signora di Mirabel e Berantevilla - sposò Luis Dávila y Zúñiga, Marquese de Mirabel: con discendenza;

    2. Pedro, duca di Arévalo (1430 - 1484) - sposò Teresa Pérez de Guzmán y Guzmán, IV signora de Ayamonte:
      1. Francisco, I marchese de Ayamonte (c.1460 - 26 agosto 1525) - sposò Leonor Manrique de Lara y Castro (c.1460 - 25 marzo 1536):
        1. Teresa, III duchessa di Béjar (c.1500 - 25 novembre 1565) - sposò Alonso Francisco de Zúñiga y Sotomayor, V conte de Belalcázar: con discendenza;

      2. Alvaro, II duca di Béjar (c.1460 - 28 settembre 1531): ebbe figli con Catalina Dorantes Arias:
        1. Pedro, I marchese de Aquilafuente - sposò Teresa de Zuniga y Cardenas:
          1. Pedro, II marchese - sposò Ana Enriquez de Cabrera:
            1. Ana - sposò Tello de Guzmán y Guevara, II conte de Villaverde: con discendenza;
            2. Juan Luis, III marchese (1580 - 1612) - sposò Juana Portocarrera:
              1. Pedro Luis, IV marchese (c.1605 - ?) - sposò Juana Antonia Ramírez de Arellano e Teresa de Velasco:
                1. (I) Manuel, V marchese (c.1630 - ?) - sposò Francisca de Ayala y Osorio, III contessa de Villalba:
                  1. José, VI marchese
                  2. Baltasar, VII marchese
                  3. Gaspar, viceré di Galizia (1659 - 1712)
                  4. Valerio Antonio, VIII marchese (c.1660 - 1712) - sposò Ana María Fernández de Córdova y Pimentel, IX marchesa de Távara (17 giugno 1668 - 22 febbraio 1726):
                    1. Francisca, XV contessa de Aguilar, marchesa de Aguila-Fuente (c.1690 - 13 maggio 1742) - sposò Juan António de Carvajal y Lancaster, V duca de Abrantes: con discendenza;
                    2. Valerio, IX marchese - sposò María Petronila Antonia Pacheco y Tellez Girón:
                      1. Maria Vicenta (c.1730 - 1771) - sposò Vicente Manrique de Zuñiga y Osorio de Moscoso, marchese de Aguilafuente: con discendenza;

                  5. Diego - sposò Teresa Andrea de Sotomayor Pacheco Meneses y Barba, IV marchesa de Castrofuerte (23 dicembre 1671 - 23 novembre 1715):
                    1. Teresa, VI marchesa de Castrofuerte
                    2. Francisca

          2. Teresa - sposò Gabriel de Velasco de la Cueva, V conte de Siruela: con discendenza;
          3. Catalina

        2. Isabel
        3. Juana

      3. Leonor (c.1465 - 1515) - sposò Juan Alonso de Guzmán, III duca de Medina Sidonia: con discendenza;
      4. Elvira: con discendenza;
      5. Juana (1480 - 1520): con discendenza;
      6. Martin
      7. Maria
      8. Hernan
      9. Isabel
      10. Bernardino

    3. Leonor (c.1430 - 1480) - sposò Fernando Álvarez de Toledo Herrera, I conte de Oropesa; sposò poi Juan de Luna y Pimentel, II conte de San Esteban de Gormaz (1435 - 1456): con discendenza;
    4. Juan (1440 - ?):
      1. Diego

    5. Diego, signore de Traspinedo - sposò Juana de la Cerda y Castañeda, IV signora de Villoria (? - 1503):
      1. Francisca (c.1470 - 22 gennaio 1511) - sposò Diego Fernández de Córdoba y Mendoza, III conte de Cabra, III visconte de Iznájar (? - 1525): con discendenza;
      2. Francisco, signore de Villoria - sposò Beatriz de Fonseca:
        1. Diego, I marchese de Huélamo - sposò Isabel de Mercado:
          1. Juana - sposò Diego López de Zúñiga y Velasco, I marchese de Baides: con discendenza;
          2. Ines, signora di Villoria e Huélamo: con discendenza;

        2. Luis

    6. Alvaro, priore - sposò Catalina de Ribadeneira:
      1. Fadrique Manrique - sposò Maria de Ayala y Carrillo (1460 - ?):
        1. Alvaro (1480 - ?) - sposò Catalina Manrique de Lara:
          1. Catalina - sposò Álvaro Jufré de Loayza, II signore de la Casa de Huerta: con discendenza;
          2. Pedro, IV conte de Fuensalida (1510 - 1599) - sposò Magdalena de Cardénas (? - 1574):
            1. Catalina - sposò Francisco Osorio de Acevedo, III signore de Valdunquillo: con discendenza;
            2. Pedro, V conte - sposò Maria de Zuniga Pacheco:
              1. Geronima - sposò Antonio de Velasco y Roxas, signore de Villorias en Campos: con discendenza;

    7. Elvira (1430 - ?) - sposò Alfonso de Sotomayor (? - 1463); sposò poi Juan de Sotomayor y Zuñiga, II conte de Belalcazar: con discendenza;
    8. (II) Juan, II duca di Plasencia (1459 - 1604)
    9. Maria, signora de Burquillos (1461 - ?) - sposò Álvaro II de Zúñiga y Pérez de Guzmán, II duca de Béjar (1460 - 1531): con discendenza
    10. Isabel, contessa di Siviglia (1470 - 1520) - sposò Fadrique Álvarez de Toledo y Enríquez: con discendenza;
    11. Fernando, priore

  3. Alonso
  4. Elvira, I signora di Jodar - sposò Juan Alfonso Pimentel y Enríquez, I conte de Mayorga (1410 - 1437): con discendenza; sposò poi Pedro Álvarez Osorio, I conte de Trastámara (? - 1461): con discendenza;
  5. (II) Pedro - sposò Beatriz de Palomeque y Olarte:
    1. Alvaro - sposò Maria Vargas:
      1. Diego (? - 1586) - sposò Petronila Meneses Gordojiuda (? - 1606):
        1. Alvaro, signore di Navarredonda de la Rinconada e consigliere di Salamanca (1575 - 1616) - sposò Antonia Juana Santisteban Tejada:
          1. Catalina - sposò Alonso Nelli de Ribadeneyra, consigliere di Valladolid (3 giugno 1601 - 1662): con discendenza;
          2. Juan - sposò Francisca Lara:
            1. Francisco - sposò Juana Santiago:
              1. Francisca - sposò Juan Antonio Tapia-Ruano Mondragón: con discendenza;
              2. Teresa - sposò Manuel Calvo: con discendenza;

      2. Gaspar
      3. Blanca
      4. Alvaro
      5. Pedro

    2. Diego, signore di Flores de Ávila, Silla e Aldehuela - sposò María Velázquez de Cuéllar y Franca, dama di compagnia di Isabella di Castiglia; sposò poi Juana Maldonado y Porras (? - 1514):
      1. (I) Pedro, signore - sposò Catalina de Benavides:
        1. Diego, signore - sposò Antonia Cabeza de Vaca, signora de Arenillas:
          1. Catalina, signora de Arenillas - sposò Bernardo Ramírez de Vargas, signore del Castillejo y Villarrubia: con discendenza;
          2. Pedro, I marchese (? - 21 ottobre 1631)

      2. Beatriz
      3. (II) Diego (1470 - ?) - sposò Leonor Alvarez Cornejo (1474 - ?):
        1. Catalina (1503 - 15 marzo 1593) - sposò Andrés Moreno de Carvajal (1490 - 1555): con discendenza;

    3. Blanca - sposò Juan de Paz, reggente de Salamanca (1450 - 1520): con discendenza;

  6. Maria - sposò Jaime de Luna y Cabeza de Vaca, signore de Illueca y Gotor (1392 - ?): con discendenza;
4. Mencia - sposò Diego Pérez Sarmiento y de Castilla, II signore de Salinas (1408 - ?): con discendenza;
5. Gonzalo Lopez (1390 - 24 marzo 1457) - sposò Juana de Leyva:
  1. Mencia
  2. Inigo
  3. Juana
  4. Diego - sposò Leonor Gonzalez de Medina:
    1. Mencia - sposò Alonso Ortiz González de Medina, signore de Valencina: con discendenza;
    2. Gonzalo (1429 - 1478):
      1. Leonor, I signora de la torre de Palencia (1442 - 1507) - sposò Pedro Luis de Cabrera y Lopez de Madrid, commendatore de Mures (1430 - 1511): con discendenza;
      2. Miguel
6. Diego, I signore di Monterrey - sposò Elvira de Biedma; sposò poi Costanza de Barba Monsalve:
  1. (I) Juan, I visconte (? - 1474) - sposò Maria Bazan y Pimentel:
    1. Teresa, II viscontessa - sposò Sancho Sánchez de Ulloa y Castro, I conte de Monterrey (? - 1503): con discendenza;

  2. Beatriz
  3. (II) Pedro Lopez, II signore di Baides, conte di Pedrosa - sposò Juana Ramirez de Arellano Enriquez (1476 - ?):
    1. Francisco Lopez, III signore - sposò Maria Ana de Tovar:
      1. Diego Lopez, IV signore - sposò Catalina Ramirez de Arellano y Zuniga:
        1. Francisco Lopez, V signore - sposò Francisca de Velasco y Velásquez de Cuéllar (1510 - ?):
          1. Diego Lopez, I marchese di Baides - sposò Juana Zuniga Mercado:
            1. Francisco Lopez, II marchese - sposò Maria Meneses Padilla (1558 - 1604):
              1. Francisco Lopez, governatore del Cile, IV marchese (27 agosto 1599 - 1655) - sposò Maria Perez Salazar; sposò poi Mariana Carrasco-Guijarro:
                1. (I) José Lopez, evangelizzatore a Neuquén
                2. Francisco Lopez, V marchese - sposò María Francisca Josefa Dávila y Córdoba, II marchesa de Arcicollar:
                  1. Luisa, VI marchesa (1655 - 1698) - sposò Francisco Melchor Dávila y Zúñiga Mesía y Ovando, VI marchese de Loriana y la Puebla de San Bartolomé: con discendenza;

                3. (II) Tomas Lopez - sposò Maria Clavero:
                  1. Miguel (1655 - 1745) - sposò Rosa Esplana y Segura:
                    1. Josefa - sposò Gregorio Chávez Gonzalez de Rivera: con discendenza;
                    2. José - sposò Juana Fonseca y Leiva:
                      1. Juan - sposò Angela Pena Lopez:
                        1. Manuel (1776 - 1836) - sposò María Rosa Sepúlveda Merino:
                          1. Julián José (1818 - ?) - sposò Juana Maria Arias Lagos (1823 - 1895):
                            1. Emeterio - sposò Clotilde Venegas Mieres (1864 - ?):
                              1. Rosa (1895 - 1939) - sposò Vasco de Larraechea Herrera (15 luglio 1891 - 28 dicembre 1963): con discendenza;

                          2. Juan
                          3. Manuel
                          4. María Rosa
                          5. María del Pilar

                    3. Agustin - sposò Silveria Parra (1720 - ?):
                      1. Cecilia (1756 - ?) - sposò Manuel Poblete Rosales: con discendenza;

                4. Diego Lopez (? - 1708) --linea cilena

              2. Diego Lopez, III marchese
              3. Manuela - sposò Antonio Paniagua de Loaiza: con discendenza;

#### Linea di Francisco de Zúñiga Avellaneda y Sandoval
Francisco de Zuniga Avallaneda y Sandoval, III duca, V marchese (1611 - 13 gennaio 1662) - sposò Ana Enríquez de Azevedo y Valdés Osorio, III marchesa de Valdunquillo (1630 - 13 agosto 1683): discendenti vedi sotto: 
1. Diego, VIII conte, IV duca (1636 - 1666) - sposò
2. Ana, XI contessa, VIII duchessa (15 marzo 1642 - 6 ottobre 1700) - sposò Juan de Chaves y Chacón, V conte de Casarrubios del Monte (c.1650 - 29 marzo 1696):
  1. Joaquin de Zuniga, IX conte, IX duca (20 luglio 1670 - 1725) - sposò Isabel Rosa de Ayala Toledo y Faxardo, X marchesa de la Mota (c.1660 - 1717):
    1. Ana Maria Catalina: con discendenza;
    2. Pedro
    3. Antonio, XI conte, XI duca (26 febbraio 1699 - 28 agosto 1765) - sposò María Teresa Girón Sandoval Toledo y Portugal (19 settembre 1706 - 1755):
      1. Pedro, XII conte, XII duca (1730 - 1790) - sposò Ana Maria Fernandez de Velasco:
        1. Maria del Carmen Josefa (1774 - 1829)
        2. Bernardo

      2. Maria Josefa, VI viscontessa de la Calzada, dopo essere diventata vedova carmelitana del convento de las Maravillas a Madrid (25 aprile 1733 - 7 febbraio 1796) - sposò Christóbal Pedro Portocarrero y Córdoba, VI marchesa de Valderrábano (13 marzo 1728 - 2 novembre 1757): con discendenza;
3. Fernando, IX conte, V duca (1647 - 1681) - sposò Estefania de Aragon y Pignatelli (? - 1667):
  1. Ana
4. Isidro, X conte, VI duca (1652 - 1691)
5. Francisco (? - 1676)
6. Juan Luis (? - 1676)
7. Antonia (? - 22 agosto 1698) - sposò Francisco Melchor Dávila y Zúñiga Mesía y Ovando, VI marchese de Loriana y la Puebla de San Bartolomé (c.1650 - 21 settembre 1708): con discendenza;

#### Linea Cilena
Diego Lopez de Zuniga (? - 1708) - sposò Juana Cortés Cajal:
1. Hilario Lopez (? - 1731) - sposò Rosa Ruiz Luengo:
  1. Fernando
  2. Hilario - sposò Luisa Soloaga Maldonado:
    1. Luisa
    2. Tadeo (? - 1838) - sposò Josefa Valenzuela Avalos:
      1. Mariano - sposò María Josefa Bermúdez Carriel:
        1. Corina
        2. Benjamin - sposò Clarisa De la Cuadra Cerda:
          1. Alberto - sposò Carmela Castro Miranda:
            1. Carmen (1915 - ?) - sposò José Manuel Figueroa Geisse (1912 - ?): con discendenza;
            2. José Alberto (2 maggio 1913 - 19 marzo 1998) - sposò Blanca Diaz Humeres (15 aprile 1915 - 21 gennaio 2003): con discendenza;